# Wervy
Wervy war ein mittelalterliches Lehen in Flandern, das bis zum 14. Jahrhundert eine Burgherrschaft Yperns war und im 18. Jahrhundert den Status eines Marquisats hatte. Seit dem frühen 18. Jahrhundert verläuft durch dieses ehemalige Territorium die Grenze zwischen Frankreich und dem heutigen Belgien.
Die lateinische Bezeichnung des Gebiets war Viroviacum (Itinerarium Antonini), vom 11. bis 13. Jahrhundert wird es als Wervy (1090), Wervick (1114) oder Werveka (1213) geschrieben. 
Der Hauptort des Marquisats und damit das Marquisat selbst wurden 1713 beim Friede von Utrecht durch Grenzziehung an der Lys geteilt:
- Wervik und der Norden kamen zu Belgien und
- Wervicq-Sud kam an Frankreich

## Geschichte
- Gilles Gillon, 1261 bezeugt, war Herr von La Tour, Wevelgem, Moorsele, La Porte und Wervik.
- Michiel van Wervik alias van Elslande war 1267–1288 Bailli von Kortrijk, Ypern und Lille
- Wilhelm von Nivelle (Willem van Nevele) wird 1390 als Herr von Wervik bezeichnet.
- Johanna von Wervy heiratete 1422 Hugo V. de Maulde
- Mit dem Vertrag von Nimwegen 1678 kam das Gebiet an Frankreich
- Mit dem Vertrag von Utrecht (1713) wurde Wervy an Österreich zurückgegeben, lediglich der Süden blieb bei Frankreich und wurde zur selbstständigen Gemeinde Werviq-Sud.
- Claire Eugénie, Gräfin von Horn, Dame d’Oosthove, war Marquise de Wervy; sie war die Tochter von Philippe Lamoral von Horn, Graf von Houtekercke (Haus Horn), und Ehefrau von Guillaume François de Montmorency, Vicomte de Roulers (Roeselare) (Haus Montmorency); sie starb am 9. April 1722
- Ihr Sohn Philippe de Montmorency ist 1722 als Marquis de Wervy bezeugt

## Weblink
- De heren von Nevele en van Wervik vanaf 1067 tot 1300 (PDF-Datei; 1,42 MB)